# Obana irrufata
Obana irrufata är en fjärilsart som beskrevs av W. Warren 1913. Obana irrufata ingår i släktet Obana och familjen nattflyn. Inga underarter finns listade i Catalogue of Life.